# ناجذ
ناجـِـذ (پیروزگر) یا گاما شکارچی (Gamma Orionis) یا بِلاتریکس (به انگلیسی: Bellatrix) یک ستاره است که در صورت فلکی شکارچی قرار دارد.
ناجِذ سومین ستارهٔ پرنور صورت فلکی شکارچی و یک نامزد ستاره دوتایی است که در ۵ درجهٔ غربی ابرغول سرخ ابط‌الجوزا (آلفا شکارچی) قرار دارد. این ستاره در نام‌گذاری بایر با عنوان گاما (γ) شکارچی شناخته می‌شود. ناجذ با قدر ظاهری متغیر حدود ۱٫۶، معمولاً در فهرست روشن‌ترین ستارگان آسمان شب جای دارد. بنا بر اندازه‌گیری اختلاف‌منظر توسط ماهوارهٔ هیپارکوس، فاصلهٔ آن حدود ۲۵۰+۱۰−{{{۲}}} سال نوری است.

## نام‌گذاری
ناجذ یکی از چهار ستاره در صورت فلکی شکارچی است که در ناوبری فلکی به‌کار می‌روند. در سدهٔ هفدهم، در فهرست ستارگان محمد اخصاصی موقت، این ستاره با عنوان «مَنْکِب اَلْجَوْزَاء الأیسر» ثبت شد که به لاتین به صورت Humerus Sinister Gigantis (شانهٔ چپ غول) ترجمه شد. واژهٔ عربی ناجذ در دو معنی پیروزگر و همچنین دندان خِرَد (عقل) یاد شده است.
نام بلاتریکس برای این ستاره در زبان‌های غربی از واژهٔ لاتین bellātrix به معنای «زن جنگجو» گرفته شده است. این نام نخستین بار در آثار ابومعشر بلخی و یوحنا اشبیلی دیده شد، جایی که در اصل به سروش اطلاق می‌شد، اما در قرن پانزدهم توسط مکتب اخترشناسی وین به ستارهٔ گامای شکارچی منتقل شد و در چاپ‌های معاصر جداول آلفونسی نیز آمده است. در سال ۲۰۱۶ اتحادیه بین‌المللی اخترشناسی با تشکیل گروه کاری نام‌های ستارگان (WGSN) نام‌ها را فهرست و استاندارد کرد. در نخستین بولتن این گروه در ژوئیهٔ ۲۰۱۶ نام بلاتریکس برای این ستاره تأیید شد و اکنون در «فهرست نام‌های ستاره‌ای اتحادیه بین‌المللی اخترشناسی» ثبت شده است. انتساب این ستاره به عنوان γ شکارچی در سال ۱۶۰۳ توسط یوهان بایر انجام شد. معمولاً برچسب «گاما» به سومین ستارهٔ پرنور هر صورت فلکی داده می‌شود.
| زبان / سنت                   | نام                 | معنا                             | توضیح                                                                                           |
| ---------------------------- | ------------------- | -------------------------------- | ----------------------------------------------------------------------------------------------- |
| یونانی باستان                | –                   | بخشی از توصیف‌های «Ὠρίων» (Orion) | منابع نجومی یونان باستان (اراطوس، بطلمیوس) بیشتر صورت فلکی را توصیف کرده‌اند نه نام تک‌تک ستارگان |
| لاتین (قرون وسطی)            | Bellātrix           | «زن جنگجو» یا «زن رزم‌آور»        | واژهٔ لاتین *bellātrix* مؤنث *bellātor* به معنای جنگجو است                                       |
| عربی (دوران اولیه)           | النّاجِذ              | «پیروزگر، غالب»                  | ترجمهٔ آزاد از Bellatrix                                                                         |
| عربی (منابع دیگر)            | المرزم              | «شیر»                            | ثبت‌شده در کرهٔ آسمانی عربی (حدود ۱۲۷۵ میلادی)                                                    |
| سدهٔ هفدهم (محمد اخصاصی موقت) | مَنْکِب اَلْجَوْزَاء الأیسر | «شانهٔ چپ دوپیکر»                 | در فهرست ستارگان او ثبت شد و به لاتین به صورت Humerus Sinister Gigantis (شانهٔ چپ غول) ترجمه شد  |
| فارسی امروز                  | ناجِذ،‌ پیروزگر       | برگرفته از سنت عربی-اسلامی       | در منابع نجومی معاصر به کار می‌رود                                                               |

## ستارهٔ معیار

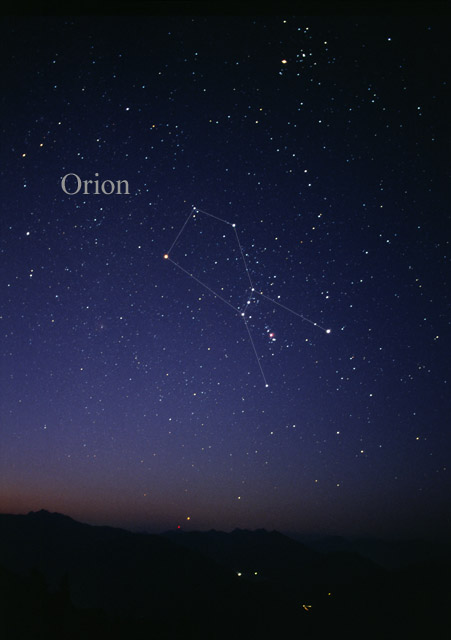
ناجذ ستاره‌ای پرنور در صورت فلکی شکارچی (بالا سمت راست)

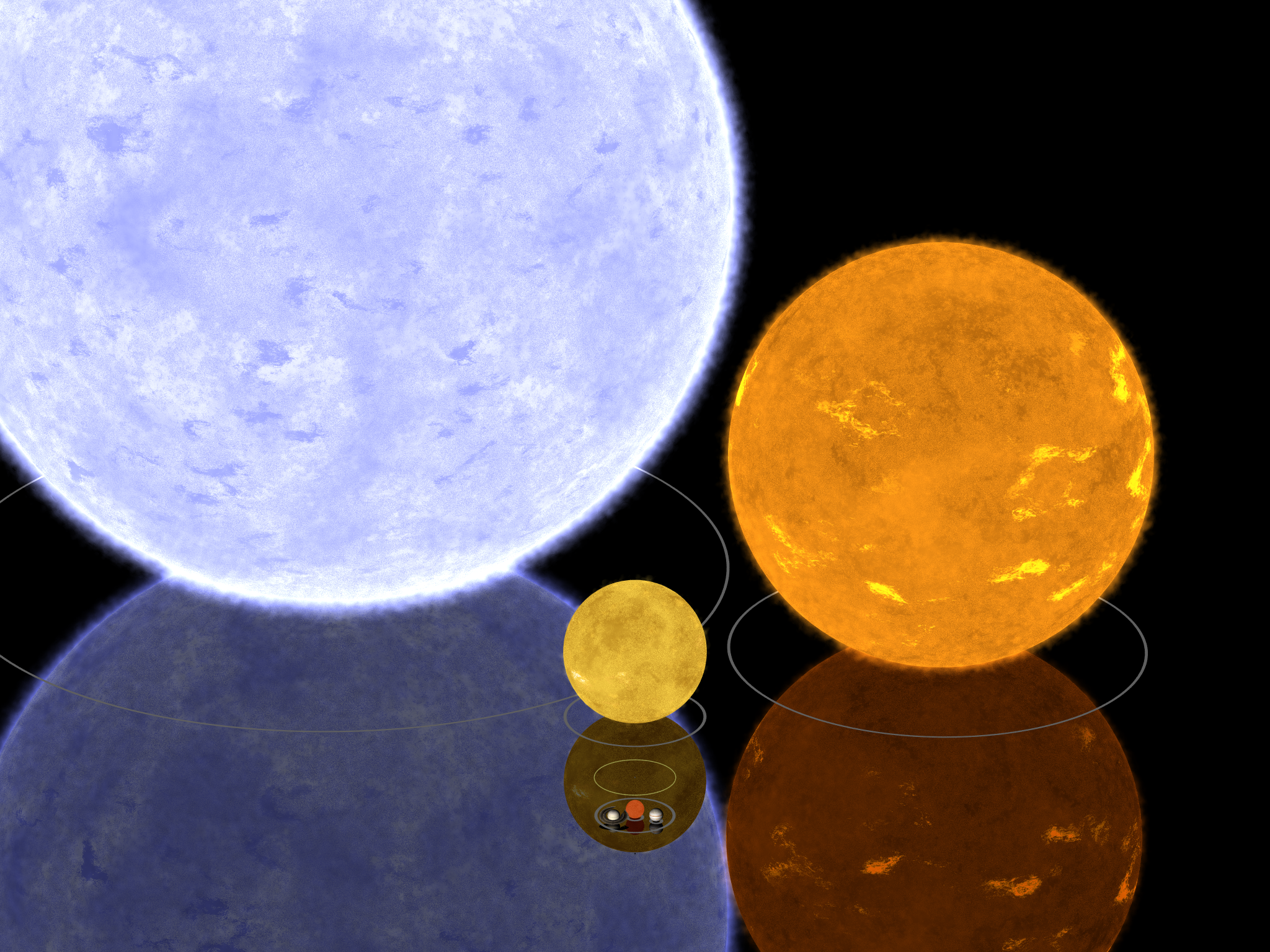
از چپ به راست: ستارهٔ ناجذ، خورشید و رأس‌الغول بی

ناجذ هم به عنوان ستارهٔ معیار نوری و هم طیفی به‌کار رفته، اما هر دو ویژگی غیرقابل‌اعتماد شناخته شده‌اند. در ۱۹۶۳ این ستاره در مجموعه‌ای از ستارگان پرنور برای تعریف نظام نورسنجی UBV قرار گرفت. در نتیجه، قدر ظاهری ناجذ ۱٫۶۴ تعیین شد. اما در بررسی همه‌سویهٔ نوری سال ۱۹۸۸، این ستاره مشکوک به متغیر بودن گزارش شد و قدر آن میان ۱٫۵۹ تا ۱٫۶۴ تغییر کرد؛ بنابراین احتمالاً یک متغیر کم‌دامنه و نامنظم است.

## ویژگی‌های فیزیکی
در ۱۹۷۱، انواع طیفی ستارگان O و B به‌طور دقیق‌تر تعریف شدند و ناجذ به عنوان معیار برای نوع B2 III به کار رفت. اما روشنایی مورد انتظار از این نوع طیفی حدود یک قدر نوری بیشتر از مقدار محاسبه‌شده از فاصله و قدر ظاهری آن بود. بررسی‌های دقیق‌تر نشان داد که این ستاره در واقع باید یک ستارهٔ رشته اصلی نوع B2 باشد و نه یک غول. طیف‌های با وضوح بالا نشان می‌دهد که ناجذ احتمالاً یک دوتایی طیفی متشکل از دو ستارهٔ مشابه و کم‌نورتر از یک غول B2 است.
ناجذ ستاره‌ای پرجرم با حدود ۸٫۶ برابر جرم و ۶٫۴ برابر شعاع خورشید است. سن آن حدود ۲۵ میلیون سال برآورد می‌شود. انتظار می‌رود سوخت هیدروژن آن تا هفت میلیون سال دیگر به پایان برسد و پس از آن منبسط و سرد شود. این ستاره احتمالاً سرانجام در یک ابرنواختر منفجر خواهد شد. دمای مؤثر لایه‌های بیرونی آن حدود ۲۲,۰۰۰ K است که بسیار داغ‌تر از ۵۷۷۲ کلوین خورشید است و رنگ آبی-سفید آن را توضیح می‌دهد. سرعت چرخش ستاره‌ای آن حدود ۵۲ کیلومتر بر ثانیه است.

## همدم‌ها
گمان می‌رفت ناجذ عضوی از اجتماع OB1 شکارچی باشد که ستارگان کمربند شکارچی مانند نِطاق، نظام و منطقه را در بر می‌گیرد، اما مشخص شد که ناجذ بسیار نزدیک‌تر از آن‌هاست و عضوی از این گروه نیست. هیچ همدم ستاره‌ای شناخته‌شده‌ای ندارد، هرچند پژوهشگران احتمال دوتایی طیفی بودن آن را مطرح کرده‌اند. جست‌وجوی سال ۲۰۱۱ برای یافتن همدمان احتمالی نتیجهٔ قطعی نداشت.
برخی پژوهشگران ناجذ را عضوی از ۳۲ شکارچی دانسته‌اند و حتی پیشنهاد کرده‌اند این گروه به «خوشهٔ ناجذ» تغییر نام دهد. هرچند حرکت خاص آن با حرکت میانگین گروه تفاوت دارد و عضویت آن قطعی نیست.

## ریشه‌شناسی و اهمیت فرهنگی
ناجذ در منابع کهن با نام آمازون‌ها نیز شناخته می‌شد. در یک کرهٔ آسمانی عربی متعلق به حدود سال ۱۲۷۵ میلادی، نام آن المرزم («شیر») آمده است.
برای قوم واردمن در شمال استرالیا، ناجذ با نام بانجان شناخته می‌شود و در آیین‌ها و سرودهای مربوط به رأس‌الجوزا نقش دارد. در ستاره‌شناسی اسکیموها نیز ناجذ همراه با ابط‌الجوزا نشانهٔ آغاز بهار و طولانی‌تر شدن روزها در اواخر فوریه و اوایل مارس بوده است. آن‌ها این دو ستاره را آکوت‌تویوک («آن دو که دور از هم‌اند») می‌نامیدند.